# Annaberg-Buchholz
Annaberg-Buchholz är en stad (Große Kreisstadt) i det tyska förbundslandet Sachsen och huvudort i distriktet Erzgebirgskreis. Staden ligger i bergsområdet Erzgebirge på en genomsnittlig höjd av 600 meter över havet. Staden har cirka 19 000 invånare. Staden bildades den 1 januari 1949 genom en sammanslagning av städerna Annaberg och Buchholz.
Stadens centrum domineras idag av större byggnader som byggdes mellan sena 1700-talet och tidiga 1900-talet. Nära huvudtorget ligger den stora kyrkan St.-Annen från i gotisk stil, som började byggas 1499. Många hus byggdes på branta slänter.
Rådhuset vid torget uppkom i mitten av 1700-talet efter ritningar av byggnadsingenjören Johann Christoph von Naumann. På torget finns en brunn som hedrar Barbara Uthmann, kvinnan som införde knyppling i Erzgebirge. En stadsdel är Frohnau.